# (523702) 2014 HW199
(523702) 2014 HW199 est un objet transneptunien faisant partie des cubewanos et une planète naine potentielle, d'un diamète probablement compris entre 210 km et 280 km.